# Набережная реки Мойки, 60
Дом 60 на набережной реки Мойки — историческое здание в центре Санкт-Петербурга, на набережной реки Мойки.

## История
В этом здании с момента постройки (1847 год) находилась гостиница, которая называлась «Россия».
Она принадлежала Н. И. Соболеву, и ней в разное время жили:
- ноябрь 1880 — февраль 1881 года. Е. Н. Оловенникова[1].
- ноябрь 1890 — февраль 1891 года. П. И. Чайковский[1]. Здесь впервые состоялось исполнение его струнного секстета «Воспоминание о Флоренции»[2].
- 7 — 9 сентября 1911 года. И. В. Сталин. Здесь он поселился, бежав из вологодской ссылки и вскоре был арестован.
- ноябрь 1917 года В. М. Пуришкевич под фамилией Евреинов, здесь 18 ноября (1 декабря) он был арестован советскими властями[1].

Позже здание было преобразовано в жилой дом, этот статус здание сохраняет до настоящего времени. В 1970 году здание было капитально отремонтировано.
С 1997 года в доме располагается Санкт-Петербургская еврейская благотворительная общественная организация инвалидов «ЕВА».
Здесь находятся:
- благотворительная кошерная столовая,
- центр дневного пребывания пожилых людей,
- библиотека,
- клуб.

Кроме этого в этом здании располагаются родственные организации:
- Северо-Западная межрегиональная общественная организация евреев-инвалидов — бывших узников фашистских концлагерей и гетто,
- Музей Холокоста.

В дворовых флигелях этого здания находились Талевские бани, построенные в 1830 году.
Они занимали шесть четырёхэтажных корпусов. Бани получили своё наименование по фамилии владельца.
Это было фешенебельное заведение — в мыльных первого класса находились мраморные ванны, а более дешевые отделения были оснащены медными лужёными ваннами.